# Frustração sexual
Frustração sexual é o sentimento de insatisfação oriundo da diferença entre a vida sexual real e a esperada. Pode atingir tanto homens quanto mulheres e estar relacionada a fatores emocionais, físicos ou relacionais. Pode estar relacionada à falta de experiências sexuais, experiências de rejeição ou quebra de expectativa nas relações sexuais. Não é considerada uma doença, e por isso, sua constatação não é comum.

## Causas
Dentre as causas mais comuns para a frustração está a falta de comunicação em um relacionamento. Outra causa comum é a disfunção sexual. A frustração sexual também pode ter ligação com a compulsão em Masturbação e Pornografia

## Incidência
Em um estudo realizado em 2022 pelo Instituto Kinsey, nos Estados Unidos, 70% das mulheres entrevistadas relataram dificuldade para obter satisfação sexual. No Brasil, um estudo de 2015 realizado pelo Global Sex Survey encontrou 51% da amostra insatisfeita com a própria vida sexual.

## Efeitos
De imediato, a insatisfação com as próprias experiências sexuais tem como efeito o estresse. A longo prazo, a frustração sexual pode afetar a saúde mental do indivíduo, impactando na auto-estima e levando à Ansiedade e Depressão.